# En cinquième vitesse (film)
Pour les articles homonymes, voir En cinquième vitesse.
Pour plus de détails, voir Fiche technique et Distribution.
En cinquième vitesse, également connu sous les titres Dead stop et Le Cœur aux lèvres (titre original : Col cuore in gola) , est un film réalisé par Tinto Brass et sorti en 1967 en Italie (1969 en France).
Le film s'inspire librement du roman Coco à gogo (Il sepolcro di carta, 1956) de Sergio Donati. C'est le premier film de Tinto Brass tourné à Londres, suivi par Nerosubianco et Dropout. Il est riche de références à la culture contemporaine : Op Art, musique et bande dessinée. Il bénéficie de la collaboration de Guido Crepax, qui a dessiné une quarantaine de planches du storyboard.

## Synopsis
Bernard, un acteur francophone, se trouve à Londres pour le travail. Une nuit, il a le coup de foudre pour Jane, une jeune femme incroyablement sexy, alors que celle-ci est restée frappée, incrédule et effrayée devant un homme mort. Jane se trouve embarquée dans différentes péripéties et Bernard, qui en est amoureux, la protège des dangers du mieux de ses forces. Les crimes se succèdent et Bernard découvre, au prix cher, que c'est en fait sa bien-aimée l'assassin : mais il est à présent trop tard.

## Fiche technique
- Titre original : Col cuore in gola
- Titre français : En cinquième vitesse
 Dead stop
 Le Cœur aux lèvres
- Réalisation : Tinto Brass
- Scénario : Tinto Brass, Francesco Longo (it), Pierre Lévy-Corti, d'après Coco à gogo (Il sepolcro di carta) de Sergio Donati
- Photographie : Silvano Ippoliti (it)
- Décors : Carmelo Patrono
- Costumes : Bice Brichetto
- Montage : Tinto Brass
- Musique : Armando Trovajoli
- Production : Ermanno Donati (it)
- Société(s) de production : Panda Cinematografica
- Pays d'origine :  Italie
- Langue originale : italien
- Format : couleur — 1.85 : 1
- Genre : Drame
- Durée : 107 minutes
- Dates de sortie :
  - Italie : 16 novembre 1967
  - France : 19 avril 1969

## Distribution
- Jean-Louis Trintignant : Bernard
- Ewa Aulin : Jane
- Vira Silenti : Martha
- Roberto Bisacco : David
- Charles Kohler : Jerôme
- Luigi Bellini : Jelly-Roll
- Enzo Consoli (it) : un serveur
- Monique Scoazec : Veronica